# 福岡の変
福岡の変（ふくおかのへん）は、1877年（明治10年）3月27日に発生した福岡藩士族による士族反乱。反政府暴動。同年西南戦争を起こした鹿児島士族に呼応し決起したが鎮圧された。福岡の乱とも。

## 概要
福岡藩士族の中にも、九州の他藩同様反政府の動きがあったが、1874年の佐賀の乱、1876年の神風連の乱、秋月の乱、萩の乱の何れにも同調せず、あくまでも西郷隆盛の決起を待ち続けた。そして、1877年3月27日、西郷軍の熊本城包囲を知った元福岡藩士の武部小四郎、越智彦四郎、加藤堅武ら福岡党は、慎重論を唱える山中立木（後の福岡市初代市長）の説得を振り切り、実際には総勢約850人の士族が参加するはずであったが、西南戦争での薩摩軍の敗走を知った者達がためらったことと、この反乱を事前に察知していた警察によって既に50数名を逮捕していたが、反乱を抑えることは出来ず、500名弱の士族によって決起した。
3月19日、野間の穴観音にてひそかに蜂起の謀略を交わし、熊本城包囲後の28日午前1時西新町の紅葉八幡宮に集合。午前4時、越智隊は福岡城におかれた鎮台兵を、武部隊は福岡県庁や警察署を、久光忍太郎は七隈の第14大隊屯所を、村上彦十は西陣町役場の金庫および同志の多数拘留された藤崎の監獄をそれぞれ目指し、出発した。
当時、福岡城には歩兵第14連隊の第3大隊が分遣しており、西南戦争勃発後も第2・第4中隊以外は残存していた。しかし大隊長吉松速之助少佐の戦死をはじめとした戦局の悪化に伴い、それら後備部隊も追及され、最終的に城内にはわずか1小隊を残すのみとなっていた。部隊は警官隊、輜重隊、海軍軍楽隊をも動員し、襲撃に持ちこたえた。賊軍は村上らの隊によって解放した受刑者80名を隊列に加えたが、攻勢に転じた官軍に圧倒され、大休山（現在の南公園）まで撤退。さらに歩兵第7連隊第2大隊の後備兵1個中隊も加わり、午後1時までには大休山はほぼ占領された。敗残兵は甘木まで逃れたが、4月1日にはさらに撃破され多数が戦死。西郷軍に一部が合流したが、大半の者が捕えられた。
5月、福岡にて臨時裁判が開かれ、首謀者である越智、加藤らは5月2日、武部は5月4日に処刑された。そのほか、鹿児島城山で戦死した者や、萩の乱嫌疑で獄死した者を含め、102名が命を落としている。
なお、首謀者のうち武部小四郎は、福岡藩による勤皇派弾圧事件「乙丑の獄」で切腹した建部武彦の遺児、加藤堅武もその時同じく切腹した元福岡藩家老加藤司書の遺児であった。

## 著名な参戦者
- 平岡浩太郎 - 政治団体玄洋社初代社長。西南戦争にも加わった。（頭山満と箱田六輔らは前年の萩の乱に呼応しようとして逮捕され山口で服役していたため不参加。）
- 寺田栄 - 鳩山一郎の岳父。
- 来島恒喜 - 大隈重信に対する爆弾テロの犯人。

## 参考資料
- 『福岡の変』絵馬 - 明治11年作。福岡市早良区櫛田神社蔵。有形民俗文化財。
- 菅原道之編『福岡城と陸軍』陸軍墓地修復改良保存委員会、2009年。p4-5
- 『玄洋社社史』玄洋社社史編纂会、葦書房、平成４年
- 『加藤司書の周辺』成松正隆著、西日本新聞社、平成９年、４５０ページから
- 『明治丁丑福岡表警聞懐旧談』（明治十年福岡の変始末記）大和叢書（私家版）
- 『玄洋社封印された実像』石瀧豊美著、海鳥社、２０１０年
- 『人ありて』井川聡・小林寛著、海鳥社、２００６年